# Carlos Rodríguez
Carlos Eduardo Rodríguez Vargas (20 aprile 1978) è uno schermidore venezuelano.

## Palmarès
In carriera ha conseguito i seguenti risultati:
- Giochi Panamericani:

Winnipeg 1999: bronzo nel fioretto a squadre ed individuale.
Santo Domingo 2003: bronzo nel fioretto a squadre.
Rio de Janeiro 2007: bronzo nel fioretto individuale.